# Петрухін Сергій Олексійович
Сергій Олексійович Петрухін (19 жовтня 1910, місто Бузулук, тепер Оренбурзької області, Російська Федерація — ?) — радянський державний діяч, голова виконавчого комітету Куйбишевської обласної ради. Депутат Верховної Ради СРСР 4-го скликання.

## Життєпис
З 1926 по 1930 рік навчався в Бузулуцькому сільськогосподарському технікумі.
У серпні 1930 — жовтні 1935 року — агроном-плановик Бузулуцької районної Спілки сільськогосподарських кооперативів, агроном-насінник, старший агроном Андрєєвської машинно-тракторної станції, дільничний та старший агроном Кандабулацької машинно-тракторної станції, старший агроном Саргінської машинно-тракторної станції Оренбурзької області.
З жовтня 1935 по листопад 1937 року служив у Червоній армії.
У листопаді 1937 — лютому 1938 року — головний агроном Дубово-Уметського районного земельного відділу Куйбишевської області.
У лютому 1938 — жовтні 1941 року — заступник начальника Куйбишевського обласного земельного відділу.
Член ВКП(б) з 1940 року.
У жовтні 1941 року був мобілізований до Червоної армії і до липня 1942 року служив командиром взводу запасного кавалерійського полку в Пензенській області. У липні 1942 року був переведений до особливого відділу Приволзького військового округу. Учасник німецько-радянської війни.
У січні — квітні 1946 року — заступник начальника Куйбишевського обласного земельного відділу.
У квітні 1946 — липні 1947 року — начальник Куйбишевського обласного земельного відділу.
У липні 1947 — травні 1949 року — в Куйбишевському обласному комітеті ВКП(б).
У травні 1949 — вересні 1952 року — 1-й заступник голови виконавчого комітету Куйбишевської обласної ради депутатів трудящих.
У вересні 1952 — січні 1956 року — голова виконавчого комітету Куйбишевської обласної ради депутатів трудящих.
У січні 1956 — березні 1961 року — 1-й заступник голови виконавчого комітету Куйбишевської обласної ради депутатів трудящих.
З березня 1961 року — на пенсії з інвалідності. Подальша доля невідома.

## Нагороди
- орден Трудового Червоного Прапора (1958)
- медаль «За бойові заслуги»
- медаль «За перемогу над Німеччиною у Великій Вітчизняній війні 1941—1945 рр.»
- медалі